# Selección de fútbol sub-17 de Italia
La selección de fútbol sub-17 de Italia es el equipo que representa al país en la Copa Mundial de Fútbol Sub-17 y en la Eurocopa Sub-17, y es controlada por la Federación Italiana de Fútbol.

## Historia
A pesar del prestigio que tiene Italia con su selección mayor, no se refleja en las categorías menores de igual forma, ya que solo han mostrado su nivel de manera inconsistente y solo cuentan con un título continental, el cual consiguieron cuando el torneo infantil era para selecciones sub-16. 
Su participación en el torneo continental es frecuente, y en las copas del mundo, participando hasta la fecha en 7 mundiales, donde la mayoría de las veces no ha podido superar la fase de grupos.

## Palmarés
- Campeonato Europeo Sub-17 de la UEFA: 2

1982, 2024
- - Finalista: 3

2013, 2018, 2019

## Estadísticas

### Mundial Sub-17
| Récord | Récord           | Récord         | Récord         | Récord         | Récord         | Récord         | Récord         | Récord         |
| Año    | Ronda            | Pos.           | J              | G              | E1             | P              | GF             | GC             |
| ------ | ---------------- | -------------- | -------------- | -------------- | -------------- | -------------- | -------------- | -------------- |
| 1985   | Fase de grupos   | 13º            | 3              | 1              | 0              | 2              | 3              | 4              |
| 1987   | Cuarto lugar     | 4º             | 6              | 3              | 1              | 2              | 8              | 4              |
| 1989   | No clasificó     | No clasificó   | No clasificó   | No clasificó   | No clasificó   | No clasificó   | No clasificó   | No clasificó   |
| 1991   | Fase de grupos   | 10º            | 3              | 0              | 2              | 1              | 2              | 3              |
| 1993   | Fase de grupos   | 10º            | 3              | 0              | 1              | 2              | 1              | 6              |
| 1995   | No clasificó     | No clasificó   | No clasificó   | No clasificó   | No clasificó   | No clasificó   | No clasificó   | No clasificó   |
| 1997   | No clasificó     | No clasificó   | No clasificó   | No clasificó   | No clasificó   | No clasificó   | No clasificó   | No clasificó   |
| 1999   | No clasificó     | No clasificó   | No clasificó   | No clasificó   | No clasificó   | No clasificó   | No clasificó   | No clasificó   |
| 2001   | No clasificó     | No clasificó   | No clasificó   | No clasificó   | No clasificó   | No clasificó   | No clasificó   | No clasificó   |
| 2003   | No clasificó     | No clasificó   | No clasificó   | No clasificó   | No clasificó   | No clasificó   | No clasificó   | No clasificó   |
| 2005   | Fase de grupos   | 13º            | 3              | 1              | 1              | 1              | 6              | 7              |
| 2007   | No clasificó     | No clasificó   | No clasificó   | No clasificó   | No clasificó   | No clasificó   | No clasificó   | No clasificó   |
| 2009   | Cuartos de final | 6º             | 5              | 3              | 1              | 1              | 6              | 4              |
| 2011   | No clasificó     | No clasificó   | No clasificó   | No clasificó   | No clasificó   | No clasificó   | No clasificó   | No clasificó   |
| 2013   | Octavos de final | 13º            | 4              | 2              | 0              | 2              | 3              | 5              |
| 2015   | No clasificó     | No clasificó   | No clasificó   | No clasificó   | No clasificó   | No clasificó   | No clasificó   | No clasificó   |
| 2017   | No clasificó     | No clasificó   | No clasificó   | No clasificó   | No clasificó   | No clasificó   | No clasificó   | No clasificó   |
| 2019   | Cuartos de final | 7º             | 5              | 3              | 0              | 2              | 9              | 5              |
| 2023   | No clasificó     | No clasificó   | No clasificó   | No clasificó   | No clasificó   | No clasificó   | No clasificó   | No clasificó   |
| 2025   | Por disputarse   | Por disputarse | Por disputarse | Por disputarse | Por disputarse | Por disputarse | Por disputarse | Por disputarse |
| Total  | 8/19             | 14.º           | 27             | 10             | 6              | 11             | 29             | 33             |

1- Los empates incluyen los partidos que se definieron por penales.

### Eurocopa Sub-17
| Año   | Ronda                                      | J                                          | G                                          | E1                                         | P                                          | GF                                         | GC                                         |
| ----- | ------------------------------------------ | ------------------------------------------ | ------------------------------------------ | ------------------------------------------ | ------------------------------------------ | ------------------------------------------ | ------------------------------------------ |
| 2002  | No clasificó                               | No clasificó                               | No clasificó                               | No clasificó                               | No clasificó                               | No clasificó                               | No clasificó                               |
| 2003  | Fase de grupos                             | 3                                          | 1                                          | 1                                          | 1                                          | 4                                          | 2                                          |
| 2004  | No clasificó                               | No clasificó                               | No clasificó                               | No clasificó                               | No clasificó                               | No clasificó                               | No clasificó                               |
| 2005  | Tercer lugar                               | 5                                          | 3                                          | 0                                          | 2                                          | 4                                          | 3                                          |
| 2006  | No clasificó                               | No clasificó                               | No clasificó                               | No clasificó                               | No clasificó                               | No clasificó                               | No clasificó                               |
| 2007  | No clasificó                               | No clasificó                               | No clasificó                               | No clasificó                               | No clasificó                               | No clasificó                               | No clasificó                               |
| 2008  | No clasificó                               | No clasificó                               | No clasificó                               | No clasificó                               | No clasificó                               | No clasificó                               | No clasificó                               |
| 2009  | Semifinales                                | 4                                          | 1                                          | 1                                          | 2                                          | 3                                          | 6                                          |
| 2010  | No clasificó                               | No clasificó                               | No clasificó                               | No clasificó                               | No clasificó                               | No clasificó                               | No clasificó                               |
| 2011  | No clasificó                               | No clasificó                               | No clasificó                               | No clasificó                               | No clasificó                               | No clasificó                               | No clasificó                               |
| 2012  | No clasificó                               | No clasificó                               | No clasificó                               | No clasificó                               | No clasificó                               | No clasificó                               | No clasificó                               |
| 2013  | Subcampeón                                 | 5                                          | 2                                          | 3                                          | 0                                          | 5                                          | 2                                          |
| 2014  | No clasificó                               | No clasificó                               | No clasificó                               | No clasificó                               | No clasificó                               | No clasificó                               | No clasificó                               |
| 2015  | Cuartos de final                           | 4                                          | 1                                          | 1                                          | 2                                          | 3                                          | 5                                          |
| 2016  | Fase de grupos                             | 3                                          | 1                                          | 0                                          | 2                                          | 4                                          | 6                                          |
| 2017  | Fase de grupos                             | 3                                          | 1                                          | 0                                          | 2                                          | 3                                          | 5                                          |
| 2018  | Subcampeón                                 | 6                                          | 4                                          | 1                                          | 1                                          | 10                                         | 5                                          |
| 2019  | Subcampeón                                 | 6                                          | 5                                          | 0                                          | 1                                          | 15                                         | 8                                          |
| 2020  | Cancelado debido a la pandemia de COVID-19 | Cancelado debido a la pandemia de COVID-19 | Cancelado debido a la pandemia de COVID-19 | Cancelado debido a la pandemia de COVID-19 | Cancelado debido a la pandemia de COVID-19 | Cancelado debido a la pandemia de COVID-19 | Cancelado debido a la pandemia de COVID-19 |
| 2021  | Cancelado debido a la pandemia de COVID-19 | Cancelado debido a la pandemia de COVID-19 | Cancelado debido a la pandemia de COVID-19 | Cancelado debido a la pandemia de COVID-19 | Cancelado debido a la pandemia de COVID-19 | Cancelado debido a la pandemia de COVID-19 | Cancelado debido a la pandemia de COVID-19 |
| 2022  | Cuartos de final                           | 4                                          | 2                                          | 0                                          | 2                                          | 5                                          | 5                                          |
| 2023  | Fase de grupos                             | 3                                          | 1                                          | 0                                          | 2                                          | 4                                          | 4                                          |
| 2024  | Campeón                                    | 6                                          | 5                                          | 1                                          | 0                                          | 11                                         | 2                                          |
| 2025  | Semifinales                                | 4                                          | 3                                          | 0                                          | 1                                          | 10                                         | 6                                          |
| Total | 13/22                                      | 58                                         | 30                                         | 8                                          | 18                                         | 81                                         | 60                                         |

1- Los empates también incluyen los partidos que se definieron por penales.